# Federico Mancuello
Federico Andrés Mancuello (* 26. März 1989 in Reconquista) ist ein argentinischer Fußballspieler. Der Linksfüßer wird alternativ im offensiven Mittelfeld oder auf der linken Mittelfeldseite eingesetzt.

## Karriere

### Verein
Mancuello erhielt seine fußballerische Ausbildung bei CA Independiente in Avellaneda. Hier schaffte er 2008 den Aufstieg in den Profikader. Am 14. Dezember bestritt er mit dem Klub sein erstes Spiel in der obersten argentinischen Spielklasse. im Spiel gegen Arsenal de Sarandí wurde er in der 82. Minute für Hernán Fredes eingewechselt. Sein erstes Tor in der Liga erzielte er am 5. April 2009. Im Spiel gegen CA Lanús traf er in der 22. Minute zum 1:1-Ausgleich (Entstand 5:1 für Lanús).
Mit Independiente gab Mancuello sein Debüt auf internationaler Klubebene. Am 27. August 2010 wurde er in der Copa Sudamericana 2010 im Spiel gegen Argentinos Juniors in der 90. Minute eingewechselt. In seinem zweiten Spiel in dem Wettbewerb am 29. September 2010, durfte er von Beginn an spielen. Hier wurde er im Spiel gegen Defensor Sporting Clubin der 68. Minute gegen Gómez ausgewechselt. Er trug mit diesen beiden Einsätzen zum Gewinn des Wettbewerbs bei.
Für die Saison 2011/12 wurde Mancuello an den CA Belgrano ausgeliehen. In seinen 22 Einsätzen in Liga und Pokal traf er einmal für den Klub. Nach seiner einjährigen Abwesenheit kam er zurück zu Independiente und wieder zu regelmäßigen Einsätzen.
Zu Jahresanfang 2016 wechselte der Spieler nach Brasilien zum CR Flamengo und konnte dort 2017 die Staatsmeisterschaft von Rio de Janeiro gewinnen.
Im Januar 2018 schloss er sich dem Cruzeiro EC aus Belo Horizonte an und unterschrieb einen Vertrag über zwei Jahre. Die Ablösesumme belief sich auf 1.500.000 Euro. Nach nur einem Jahr, aber mit zwei Titeln in der Hand (Staatsmeisterschaft von Minas Gerais und Copa do Brasil 2018) verließ Mancuello den Klub Anfang 2019 wieder. Er unterzeichnete einen neuen Kontrakt bei Deportivo Toluca in Mexiko. Aus dem Wechsel von Mancuello von Flamengo zu Cruzeiro hatte Cruz noch 300.000 Real Schulden bei Flamengo. Diese wurden mit dem Wechsel von Giorgian De Arrascaeta zu Flamengo beglichen, somit gingen die Transfererlöse aus dem Wechsel nach Mexiko vollständig an Cruzeiro.
Im Oktober 2020 ging Mancuello zurück in seine Heimat. Hier unterzeichnete er einen Vertrag beim CA Vélez Sarsfield. Nach zwei Jahren ging Mancuello zur Saison 2022 wieder nach Mexiko. Hier unterzeichnete er beim Club Puebla. Anfang August 2023 wurde die Rückkehr des Spielers zu seinem ersten Profiklub Independiente bestätigt. Er hatte seinen Vertrag mit Puebla vorzeitig aufgelöst und unterzeichnete bei Independiente bis Jahresende 2025.

### Nationalmannschaft
In der Auswahl Argentiniens gab Mancuello in Freundschaftsspiel gegen die El Salvador am 28. März 2015 sein Debüt. Er wurde in der 73. Minute für Di María eingewechselt und markierte in der 88. Minute das Tor zum 2:0-Entstand.

## Erfolge
Independiente
- Copa Sudamericana: 2010

Flamengo
- Staatsmeisterschaft von Rio de Janeiro: 2017

Cruzeiro
- Staatsmeisterschaft von Minas Gerais: 2018
- Copa do Brasil: 2018